# 이화여자대학교 박물관
이화여자대학교 박물관은 1935년에 개관한 이화여자대학교의 대학 박물관으로 서울특별시 서대문구 대현동에 위치하고 있다. 전시관은 상설전시관, 기획전시관, 기증전시관, 담인복식미술관으로 구성되었다.

## 개요
이화여자대학교 박물관은 1930년 에드나 밴 플리트(Edna M. Van Fleet) 교수의 제안으로 설립이 추진되어 1935년 4월 6일 이화여자대학교 본관 109호에 개관하였다. 한국전쟁 중에는 부산으로 피난하여 임시캠퍼스 필승각에서 운영되기도 하였다. 1960년 단독 건물을 신축하여 박물관을 운영하였고, 1990년 이화여자대학교 100 주년을 기념하여 현재의 박물관을 신축하였다. 100주년 기념 신축 건물은 1991년 서울특별시건축상 동상을 수상하였다. 1999년 담인복식미술관과 조각공원을 조성하였고, 2005년에는 박물관을 증축하였으며 2006년에는 현대미술전시관을 신설하였다. 이화여자대학교 박물관은 대학교 정문 바로 왼쪽에 있다.

## 담인복식미술관
담인복식미술관은 1999년 5월 31일 이화여자대학교 의류학과 장숙환(張淑煥) 교수의 개인 소장품 5,000여 점을 기증받아 개관하였다. 기증품은 장숙환 교수의 어머니 담인(澹人) 장부덕(張富德:1908-1967)의 유품이 기초가 되었고 이후 장 교수에 의해 40년여 동안 수집된 것으로 그 모친의 뜻을 기리고자 '담인복식미술관'이라 명명하게 되었다. 기증품은 조선 시대의 남녀의 장신구가 주를 이루며 이밖에 의복, 수예품, 목공소품, 가구 등이 포함되어있다. 이 유물은 조선 시대 왕실과 사대부 계층에서 사용되었던 것이 대부분으로 그 당시 상류 사회의 세련되고 우아한 미의식이 배어있어 미적으로나 역사적으로 높은 가치를 지닌다. 이화여자대학교 박물관 지하 1층에 위치하고 있다.

## 주요 소장품
| 명칭                             | 비고                   |
| -------------------------------- | ---------------------- |
| 백자 철화포도문 항아리           | 국보 제107호           |
| 청자 순화4년명 항아리            | 보물 제237호           |
| (전)양평 보리사지 대경대사탑     | 보물 제351호           |
| 감지은니묘법연화경 권7           | 보물 제352호           |
| 기사계첩                         | 보물 제638호           |
| 청자 투각고리문 의자             | 보물 제416호           |
| 고구려 평양성 석편               | 보물 제642호           |
| 백자 청화송죽인물문 항아리       | 보물 제644호           |
| 백자 철화운룡문 항아리           | 보물 제645호           |
| 유제화형촛대                     | 등록문화재 제454호     |
| 청초중단                         | 중요민속문화재 제61호  |
| 적초의                           | 중요민속문화재 제62호  |
| 왕비 록원삼                      | 중요민속문화재 제63호  |
| 영암 최원립장군 묘 출토복식·유물 | 중요민속문화재 제253호 |

## 소장품 사진

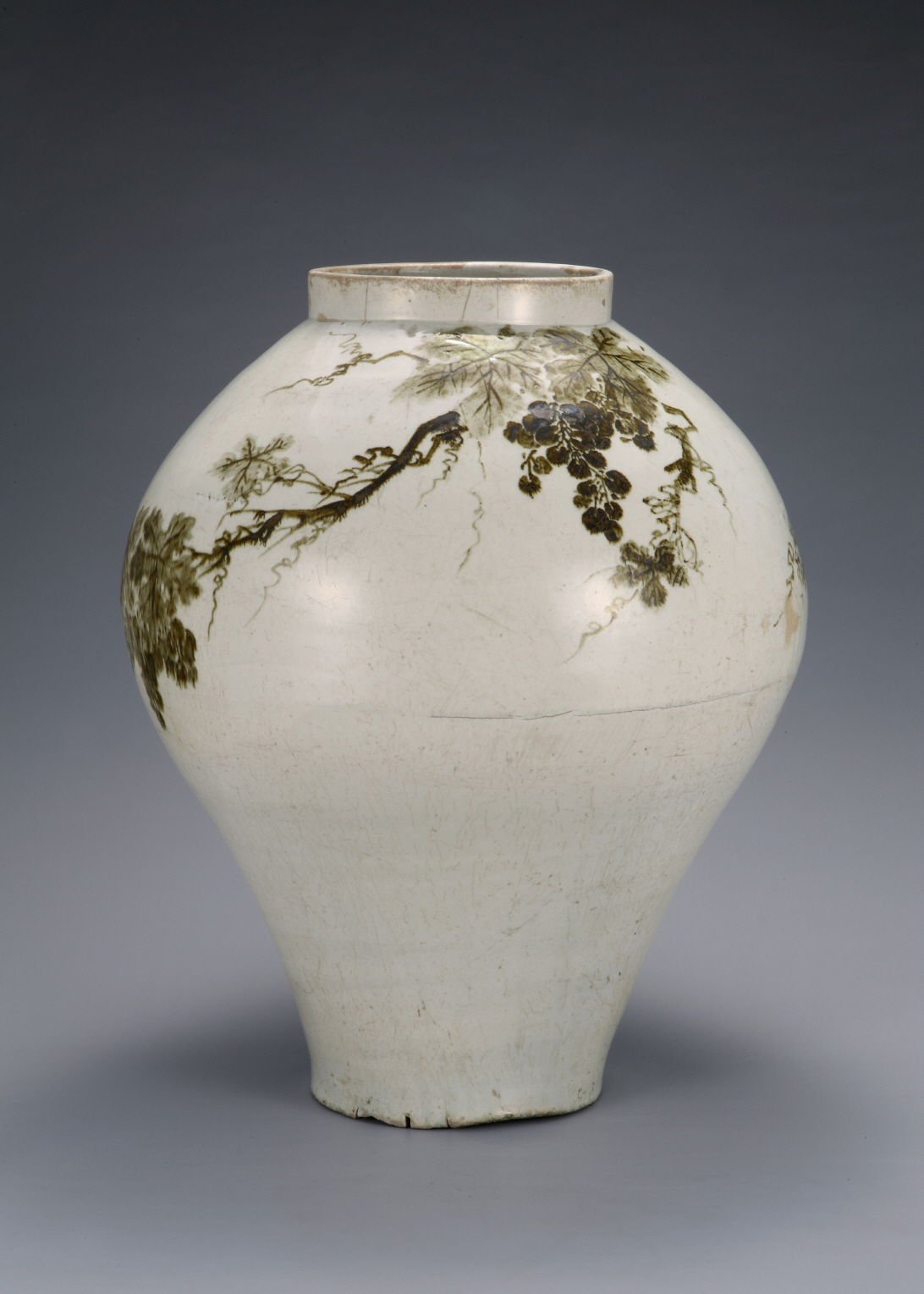
백자철화 포도문 항아리
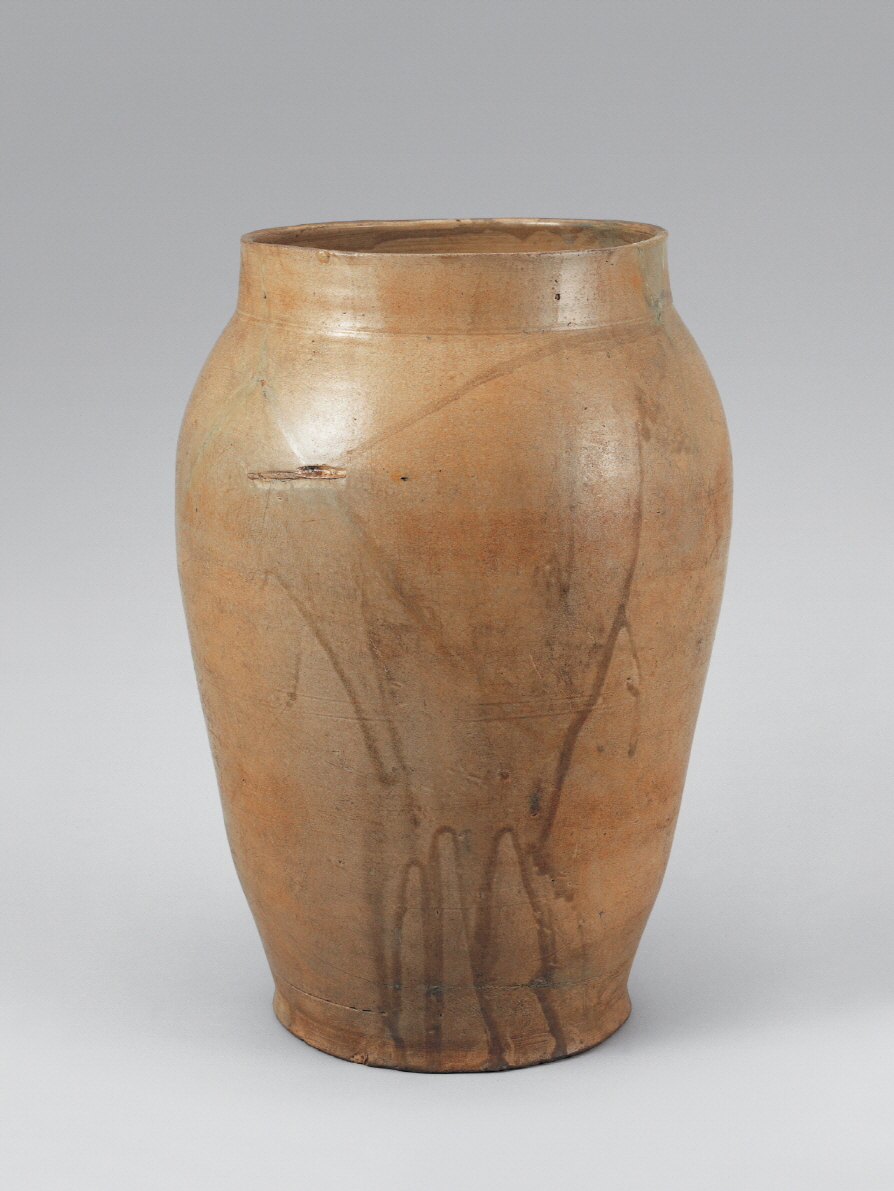
청화 순화4년명 항아리
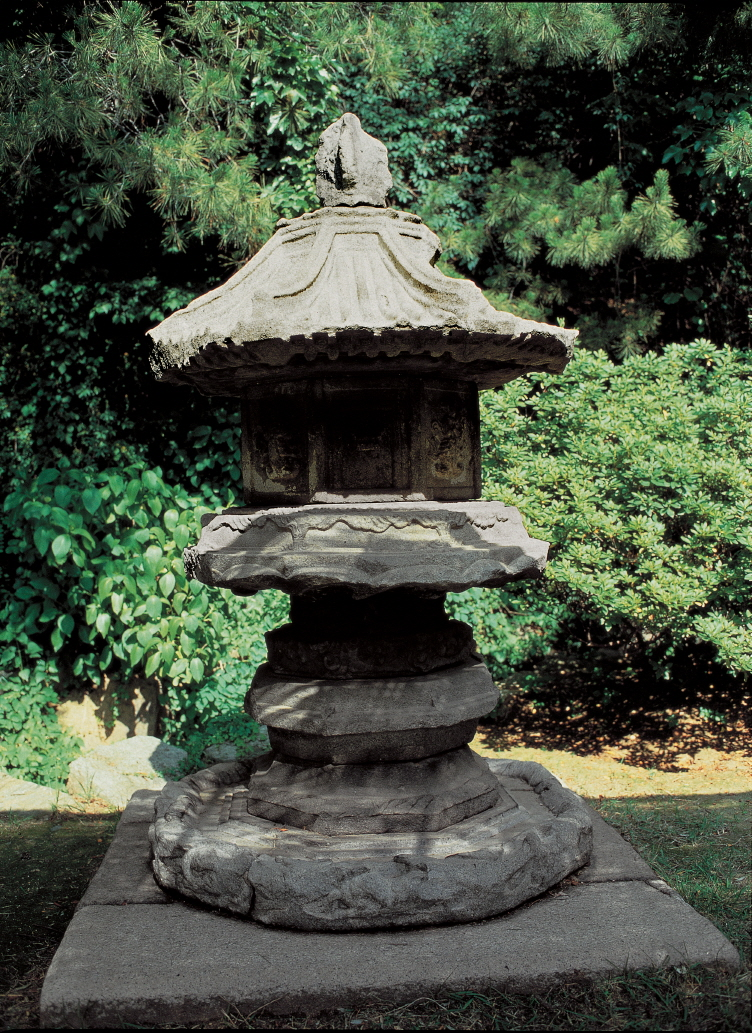
(전) 양평 보리사지 대경대사탑
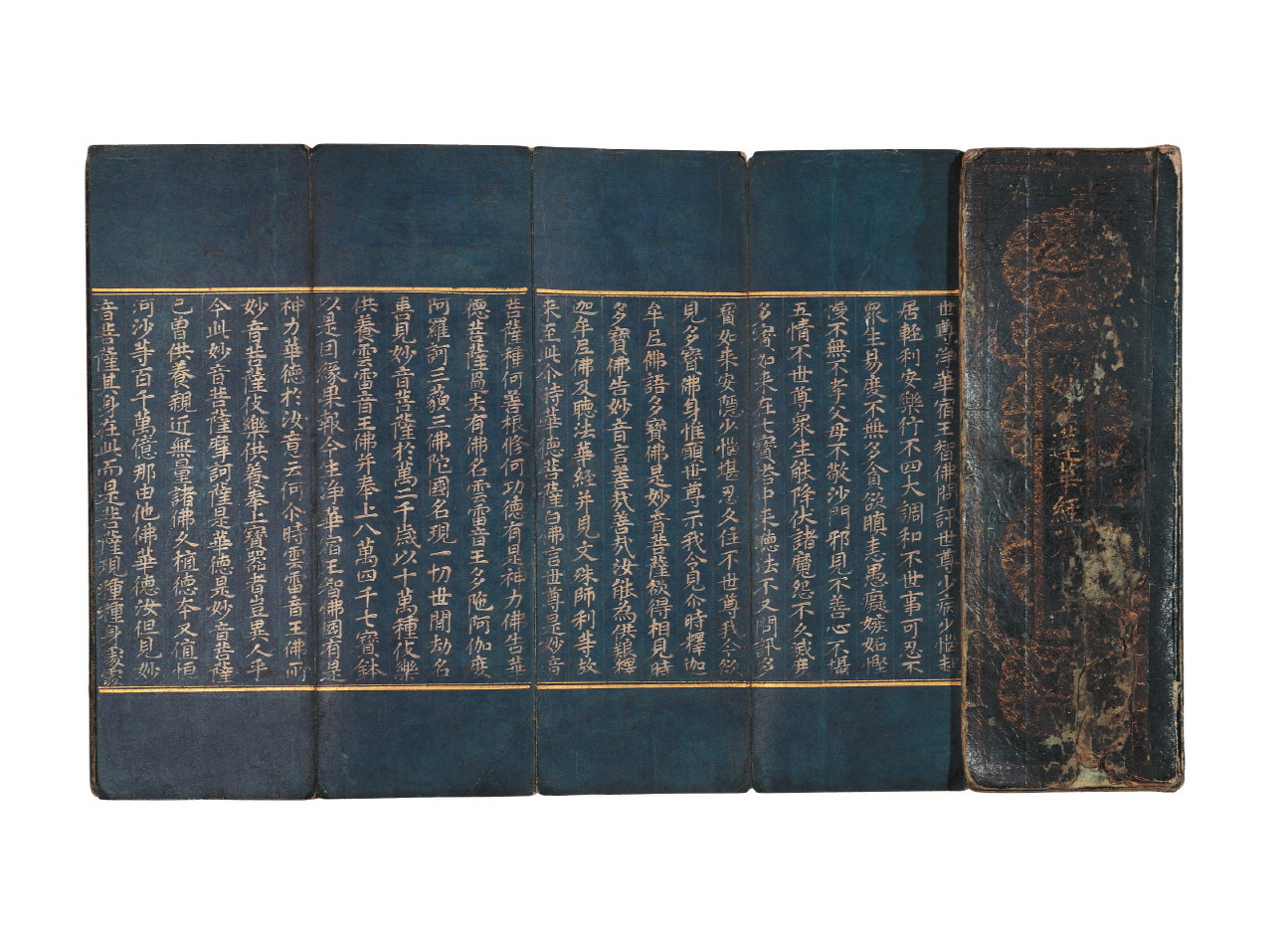
감지은니 묘법연화경 권7
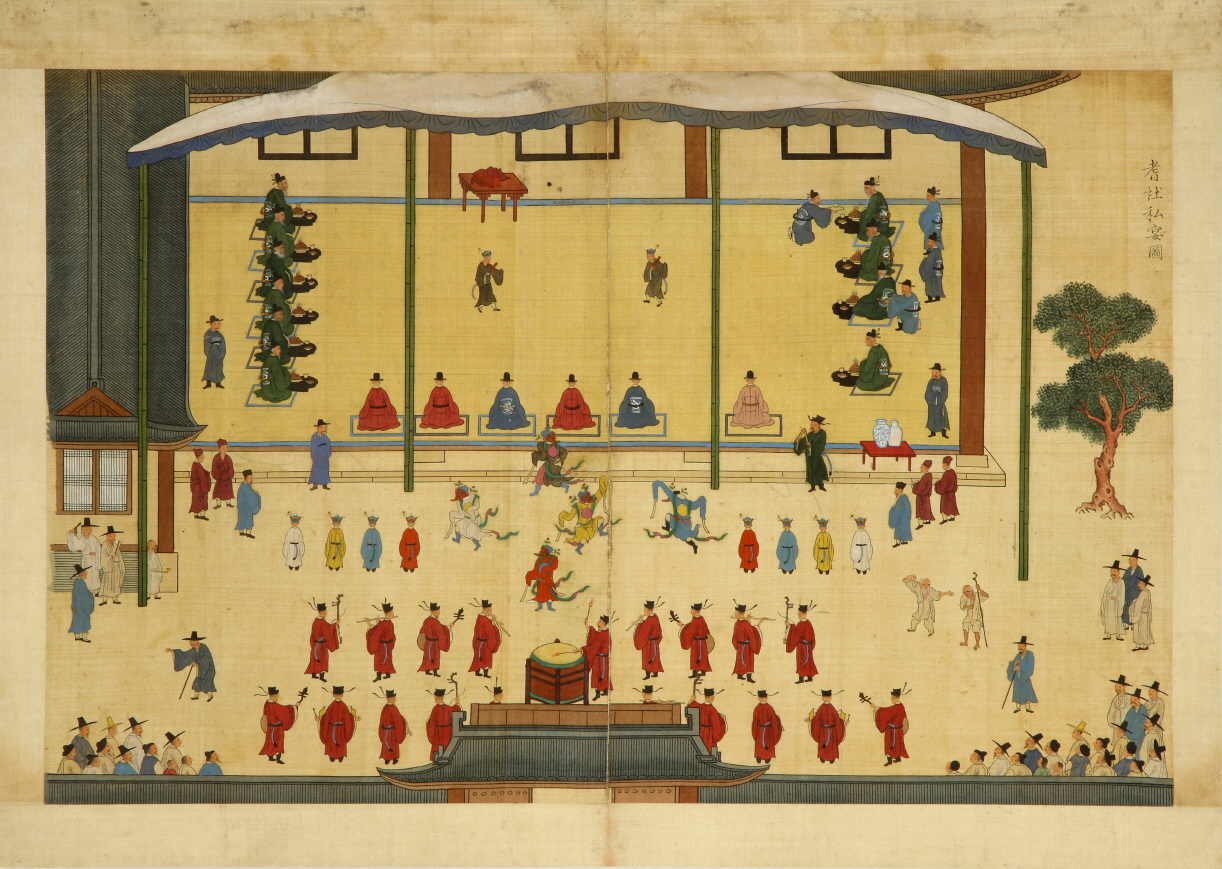
기사계첩
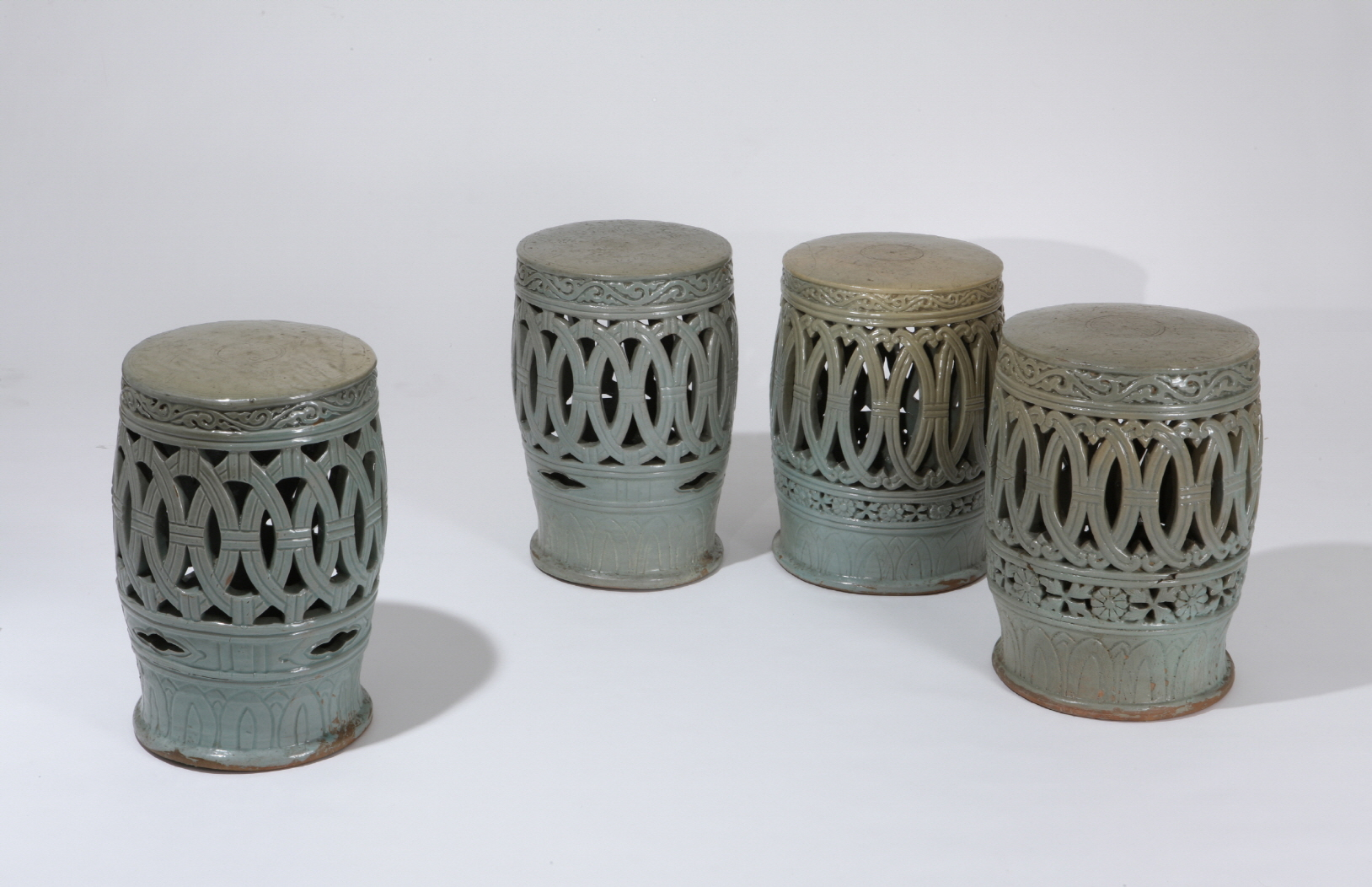
청자 투각돈
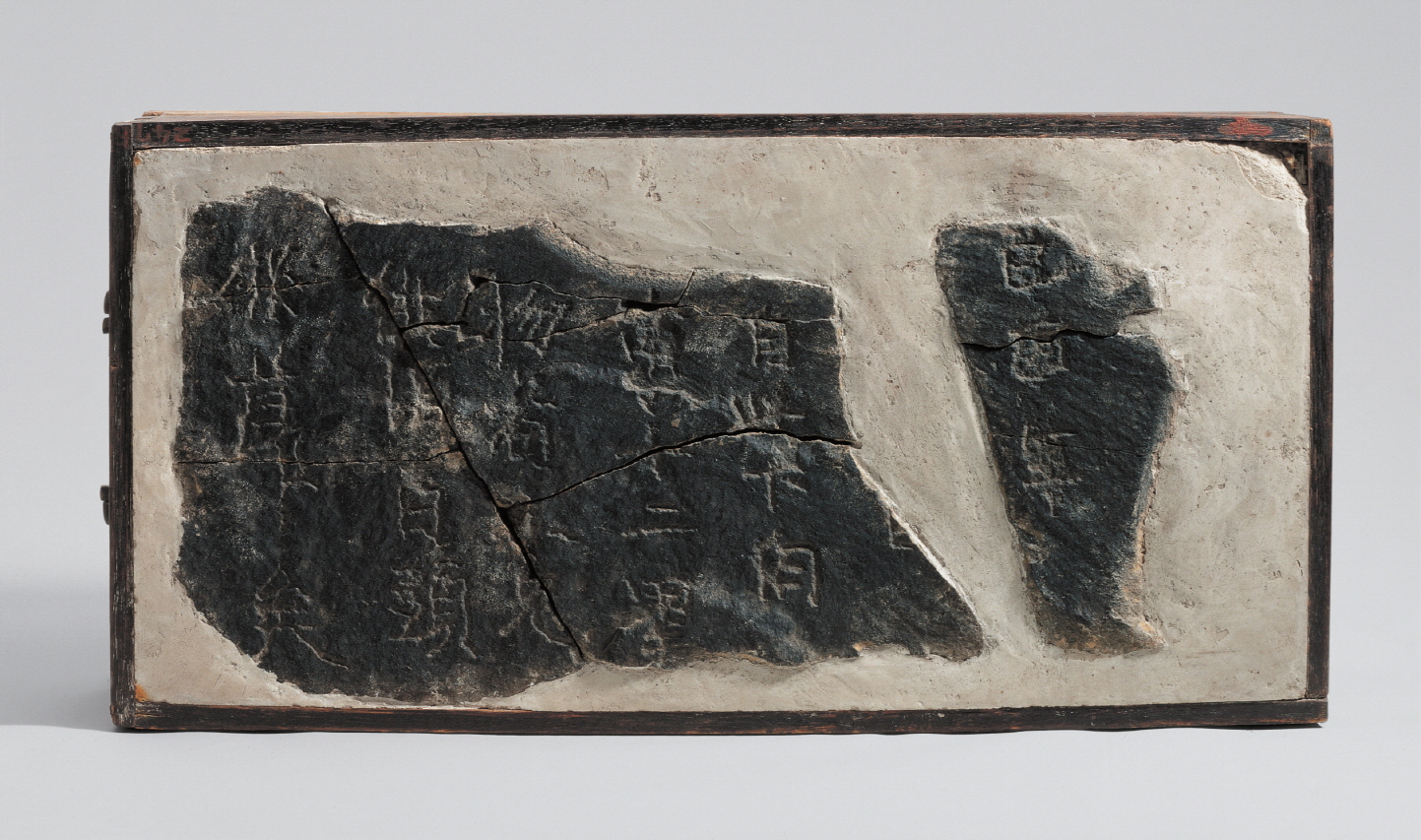
고구려 평양성 석편
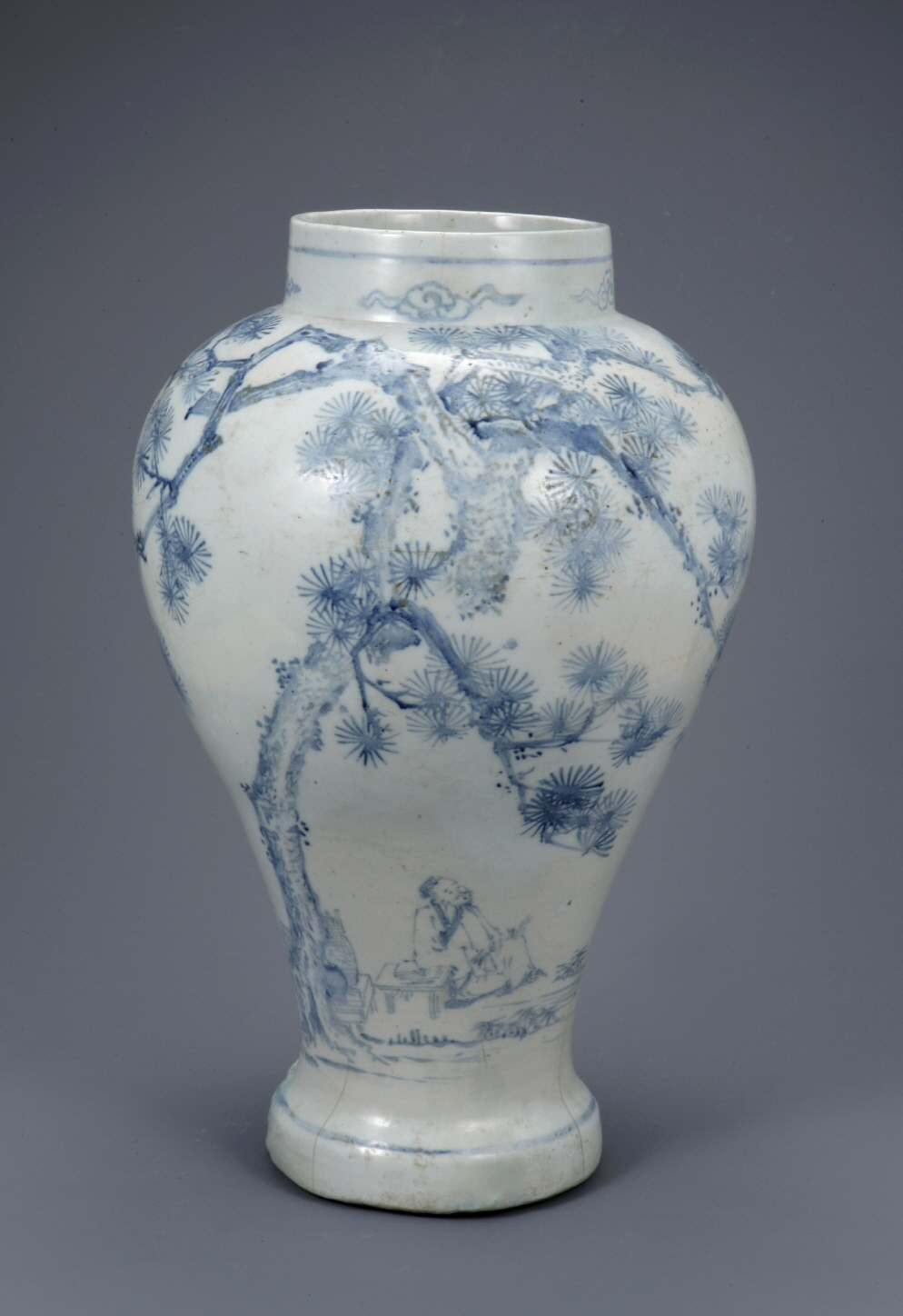
백자청화 송죽인물문 항아리
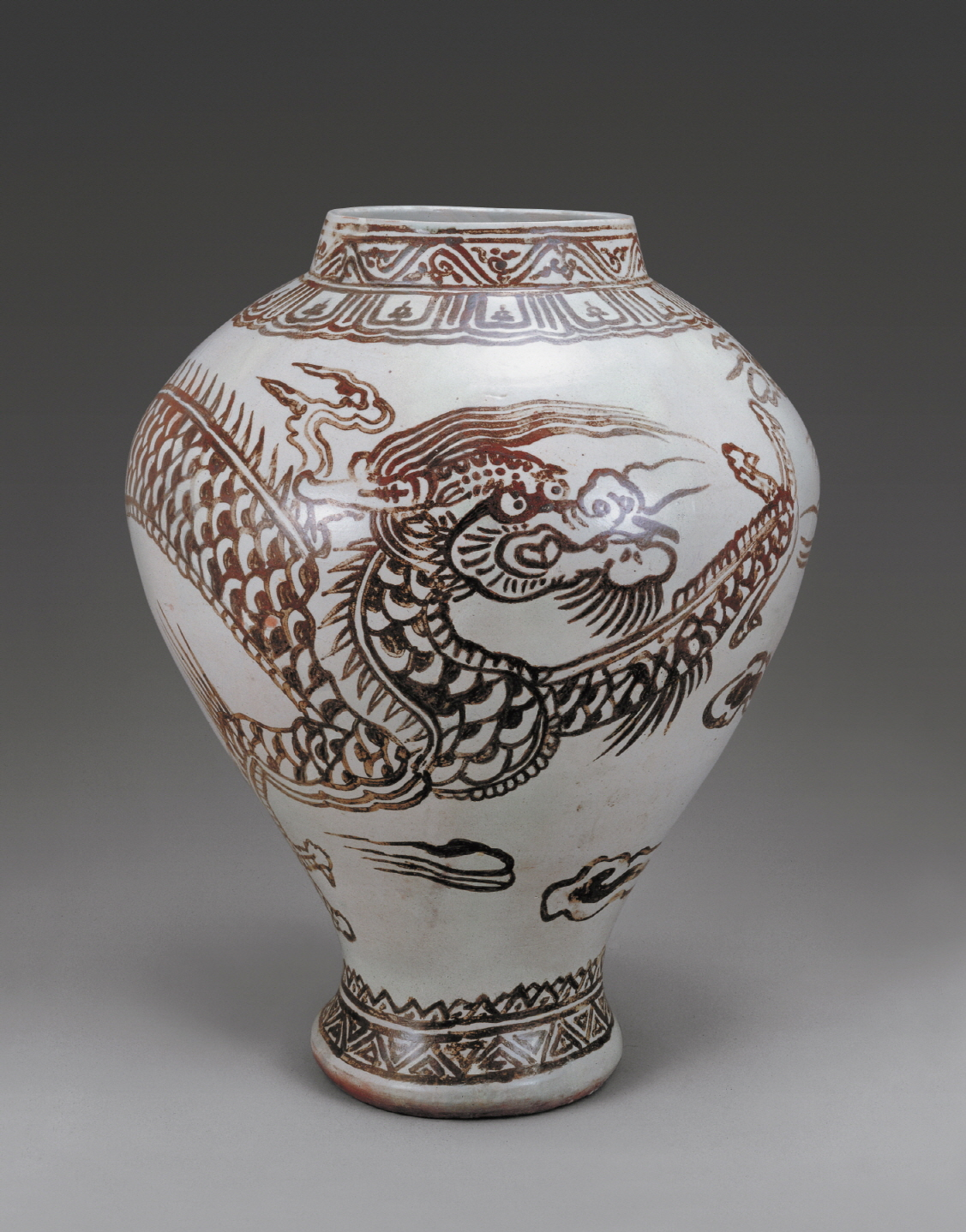
백자철화 운룡문 항아리
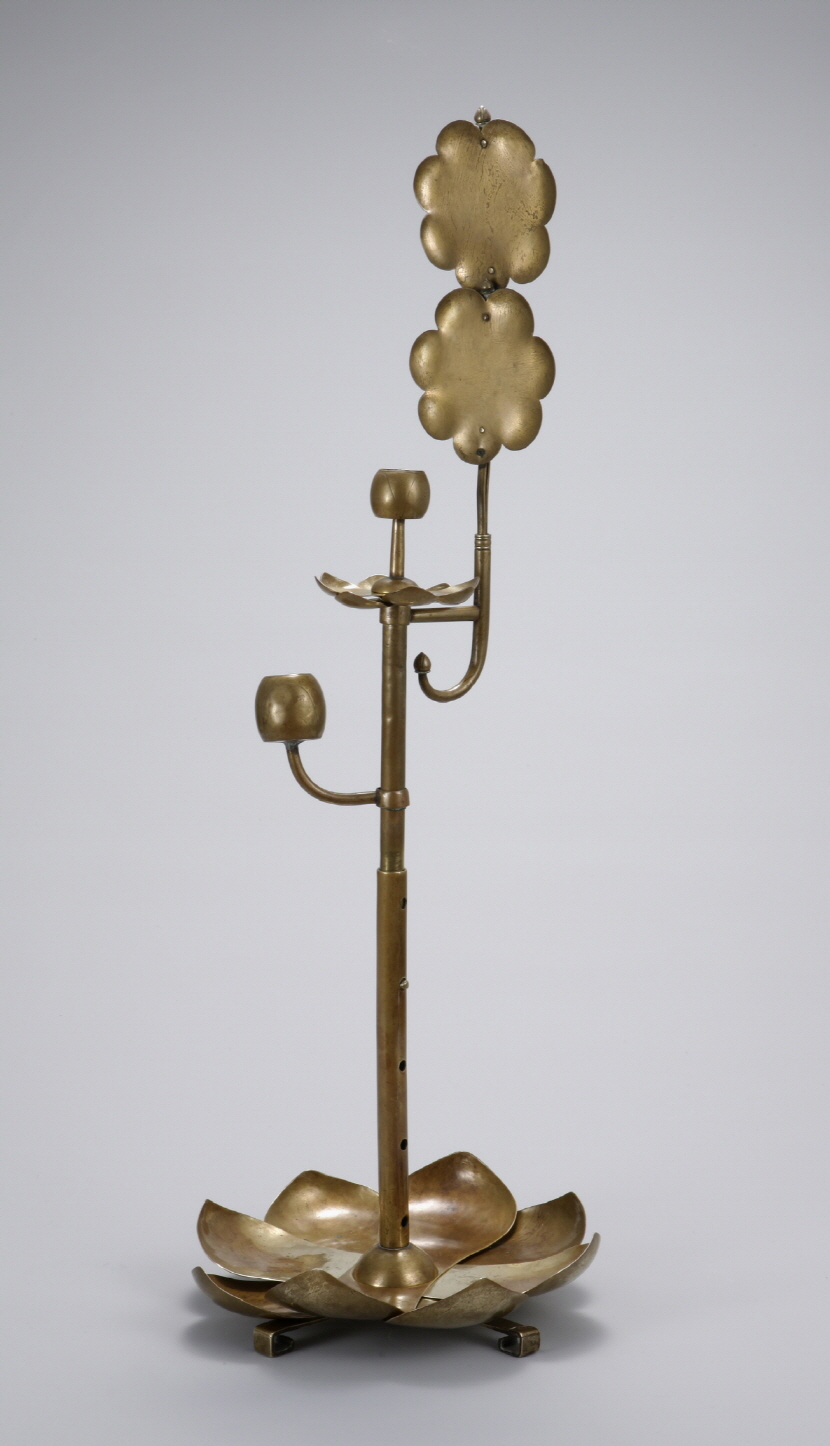
유제화형촛대
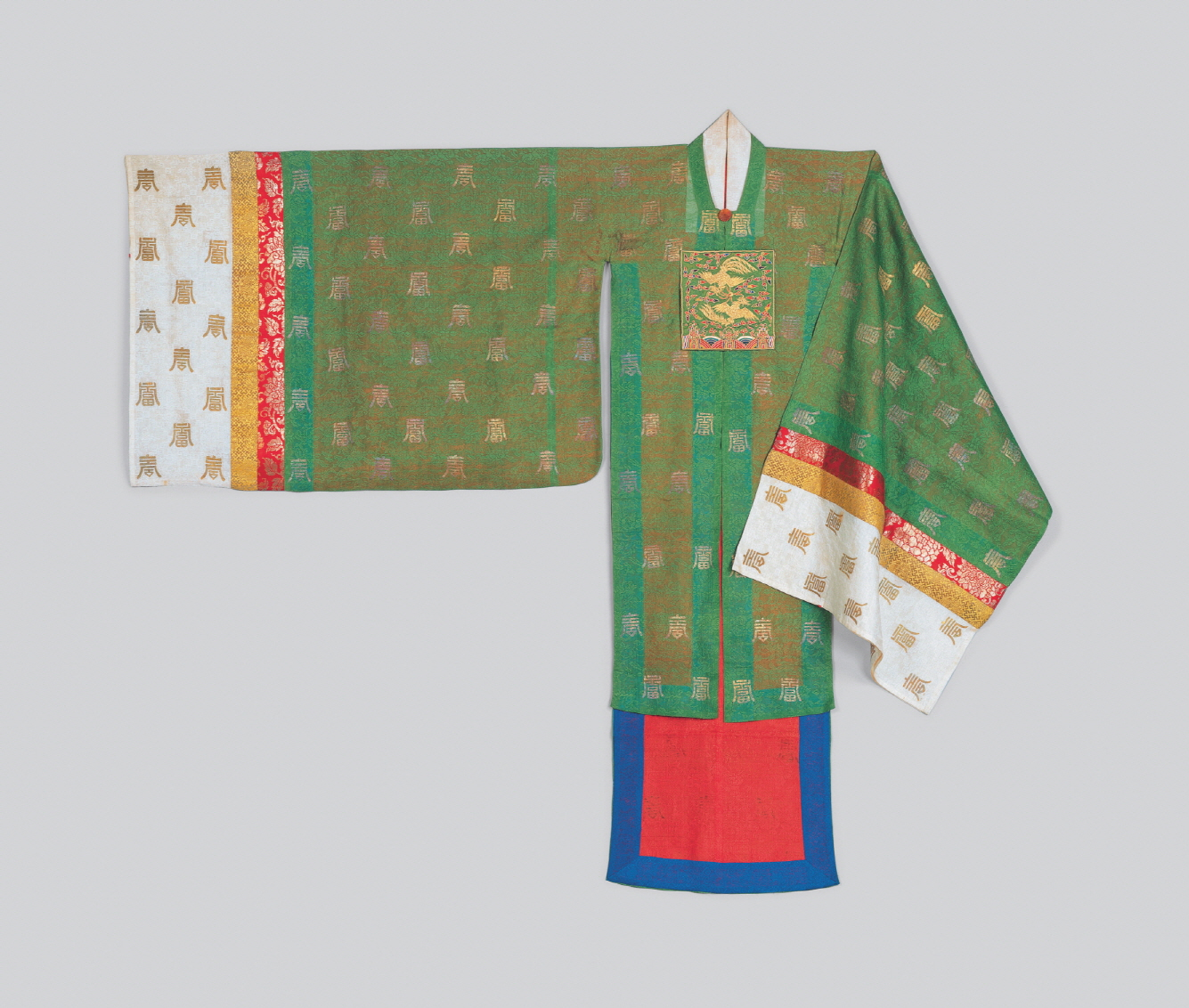
녹원삼
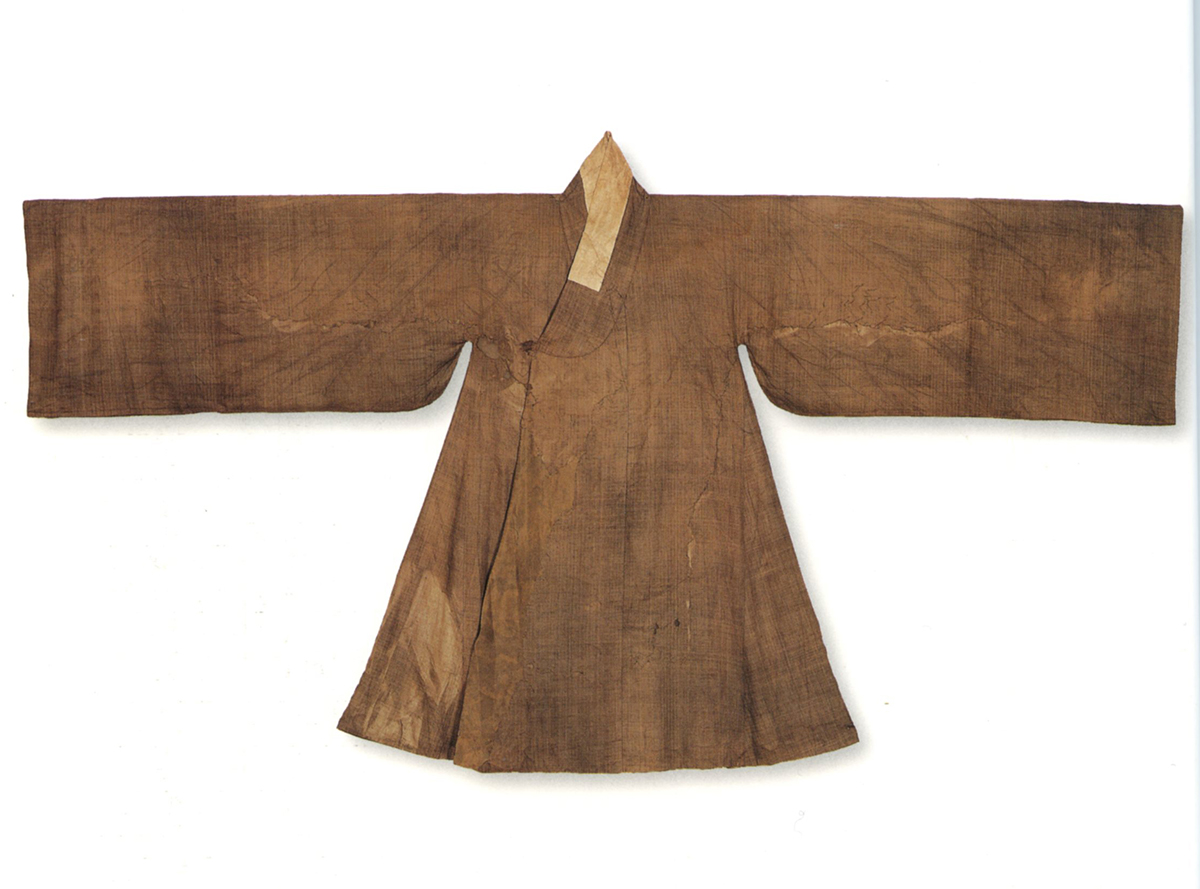
영암 최원립장군 묘 출토 대창의

## 주요 간행물
- 목木·공工 (2016년) ISBN 978-89-92788-81-6
- 근대회화 - 대한제국에서 1950년대까지 (2014년) ISBN 978-89-92788-69-4
- 상차림의 미학 (2012년) ISBN 978-89-97595-00-6
- 한국미술과의 대화(이화여자대학교 명품 100선) (2007년) ISBN 9788992788106
- 여성·일·미술(이화여자대학교 창립 120주년 특별기획전) (2006년) ISBN 8972192619
- 시간을 넘어선 울림(이화여자대학교박물관 창립 70주년 기념 특별기획전) (2005년) ISBN 8995702109
- 미술속의 여성 (2003년) ISBN 89-7300-501-4
- 도요지 발굴 성과 20년(제32회 이화여자대학교박물관 특별전) (2001년) ISBN 9788992788106
- 제3의 전통, 옹기의 원류를 찾아서 (2000년) ISBN 89-7300-418-2
- 영암의 토기전통과 구림도기 (1999년) ISBN 8973003879
- 오당 안동숙 (1999년) ISBN 8973003801
- 이화여자대학교 박물관 名品 (1999년) ISBN 8973003682
- 探梅...매화를 찾아서(제25회 이화여자대학교 박물관 소장품 특별전) (1997년) ISBN 897300316X
- 분청사기(이화여자대학교박물관특별전도록 13) (1984년) ISBN 2005456001159
- 부안류천리요 고려도자(이화여자대학교박물관특별전도록 12) ISBN 2005456001142
- 소반(이화여자대학교박물관특별전도록 11) (1982년) ISBN 2005456001562